# Marmilla
Marmilla és una regió històrica de Sardenya centre-occidental dins la província d'Oristany, que limita amb les subregions sardes de Campidano di Oristano, Barigadu, Sarcidano, Trexenta, Campidano di Cagliari i Monreale. Està delimitada a l'est i al sud pel Campidano, a nord-oest el Monte Arci, a nord dalla Jara de Gèsturi i Jara de Serri, i a l'est el riu Mannu. Té una extensió de 480 km²
Comprèn els municipis d'Albagiara, Ales, Assolo, Asuni, Baradili, Baressa, Barumini, Collinas, Curcuris, Furtei, Genuri, Gesturi, Gonnoscodina, Gonnosnò, Gonnostramatza, Las Plassas, Lunamatrona, Masullas, Mogorella, Mogoro, Morgongiori, Nureci, Pau, Pauli Arbarei, Pompu, Ruinas, Sanluri, Sardara, Segariu, Senis, Setzu, Siddi, Simala, Sini, Siris, Tuili, Turri, Ussaramanna, Usellus, Villa Sant'Antonio, Villa Verde, Villamar, Villanovaforru i Villanovafranca.

## Història
El territori fou habitat des d'antic, i en són la prova els nombrosos nurags que hi ha al territori. Dels cartaginesos hi ha la fortalesa de Santu Antine a Genoni, mentre que de l'Imperi Romà hi ha els centres de Biora (actual Serri) i Valentia (actual Nuragus).
Durant l'edat mitjana la regió va formar part del Jutjat d'Arborea (curatories de Marmilla i Part'e Alenza) i del Jutjat de Càller (curatoria de Siurgus).